# برج تلویزیون باکو
برج تلویزیون باکو یا برج آذری برجی مخابراتی است که در شهر باکو، پایتخت جمهوری آذربایجان قرار دارد. این برج ۳۱۰ متر ارتفاع دارد.

## نگارخانه

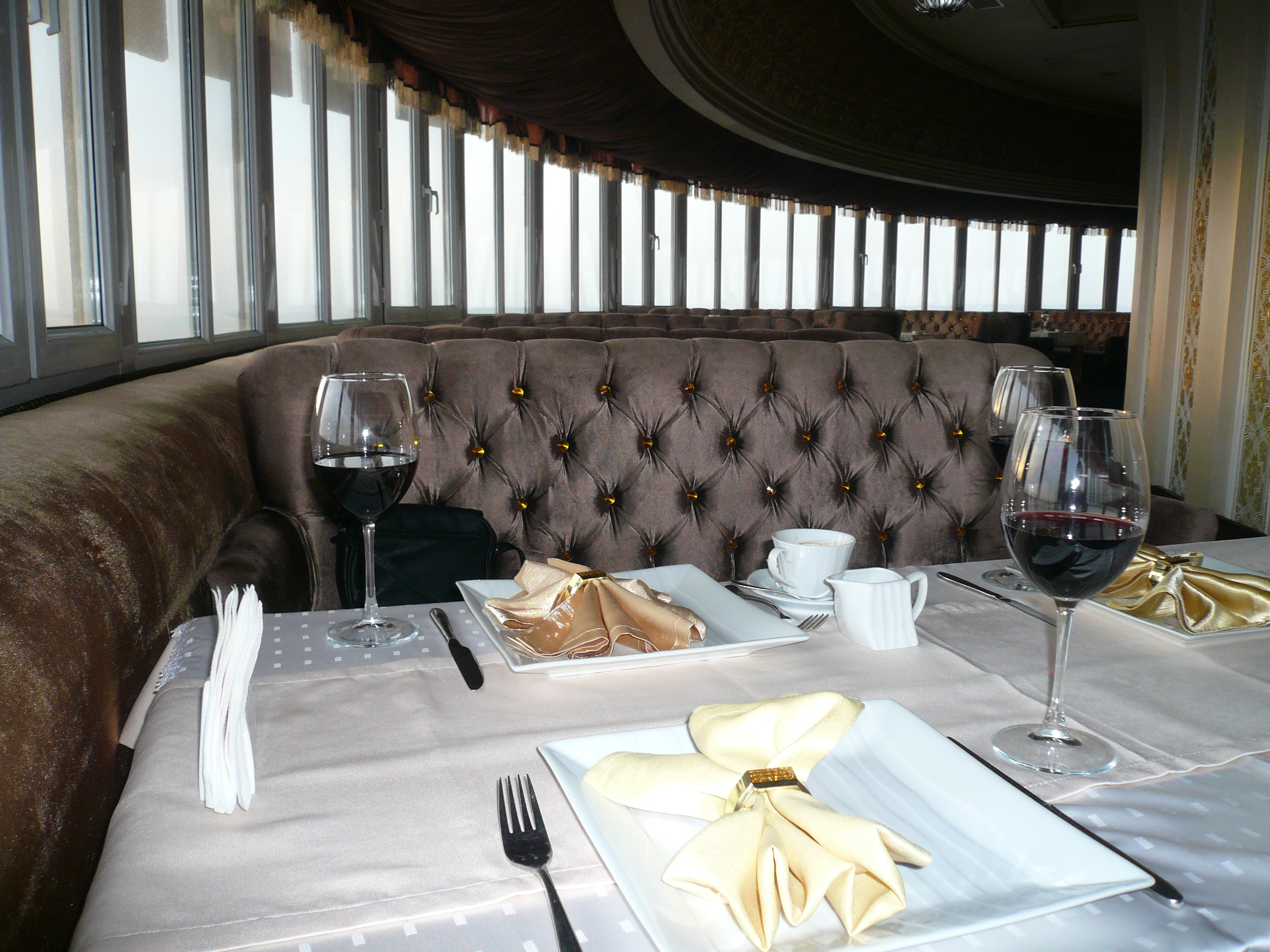